# Parlamentswahl in Armenien 2018
- IKD: 88
- LH: 18
- BHK: 26

Die Parlamentswahl in Armenien 2018 fand am 9. Dezember 2018 statt. Ministerpräsident Nikol Paschinjan, der im Frühjahr 2018 durch die samtene Revolution an die Regierung gekommen war, war am 15. Oktober 2018 für Neuwahlen zurückgetreten. Die Mein-Schritt-Allianz konnte die Wahl mit einem Erdrutschsieg gewinnen und eine Zweidrittelmehrheit in der Nationalversammlung erreichen.

## Teilnehmende Parteien
Insgesamt wurden 11 Parteien zur Teilnahme an der Wahl registriert:
1. Republikanische Partei Armeniens (HHK)
2. Mein-Schritt-Allianz (IKD)
(bestehend aus Zivilvertrag u. Mission)
3. Bürgerentscheidung
4. Leuchtendes Armenien (LH)
5. Armenische Revolutionäre Föderation (ARF)
6. Christdemokratische Wiedergeburt
7. Nationale Fortschrittspartei (AAK)
8. Wir-Allianz (FD/H)
(bestehend aus Freie Demokraten u. Republik)
9. Land des Rechts (OEK)
10. Sasna Zrer (ST)
11. Blühendes Armenien (BHK)

## Offizielles Ergebnis
| Partei                                                | Partei                                       | Stimmen   | Anteil  | Sitze  | ±   |
|                                                       | Mein-Schritt-Allianz                         | 884.864   | 70,42 % | 88/132 | +88 |
|                                                       | Blühendes Armenien                           | 103.801   | 8,26 %  | 26/132 | −05 |
|                                                       | Leuchtendes Armenien                         | 80.047    | 6,37 %  | 18/132 | +15 |
|                                                       | Republikanische Partei Armeniens             | 59.083    | 4,7 %   | 0/132  | −58 |
|                                                       | Armenische Revolutionäre Föderation          | 48.816    | 3,88 %  | 0/132  | −07 |
|                                                       | Wir‐Allianz (FD/H)                           | 25.176    | 2,0 %   | 0/132  | −01 |
|                                                       | Sasna Tsrer                                  | 22.868    | 1,82 %  | 0/132  | Neu |
|                                                       | Land des Rechts (Orinaz Jerkir)              | 12.393    | 0,99 %  | 0/132  | 0   |
|                                                       | Bürgerentscheidung                           | 8.514     | 0,68 %  | 0/132  | Neu |
|                                                       | Christlich‐Demokratische Wiedergeburtspartei | 6.458     | 0,51 %  | 0/132  | Neu |
|                                                       | Nationale Fortschrittspartei                 | 4.121     | 0,33 %  | 0/132  | Neu |
| Ungültige Stimmen                                     | Ungültige Stimmen                            | 5.111     | —       | —      | —   |
| Gesamt                                                | Gesamt                                       | 1.261.105 | 100 %   | 132    | +27 |
| Wähler und Wahlbeteiligung:                           | Wähler und Wahlbeteiligung:                  | 2.592.140 | 48,63 % | —      | —   |
| Quelle: Zentrale Wahlkommission der Republik Armenien |                                              |           |         |        |     |

## Spitzenkandidaten
| IKD              | HHK            | LH             | BHK            | ARF             | FD/H            |
| ---------------- | -------------- | -------------- | -------------- | --------------- | --------------- |
|                  |                |                |                |                 |                 |
| Nikol Paschinjan | Wigen Sargsjan | Edmon Marukjan | Gagik Zarukjan | Armen Rustamjan | Aram Sarkissjan |

| OEK                  | ST                  | SDK            | AAK            | Christ.          |
| -------------------- | ------------------- | -------------- | -------------- | ---------------- |
|                      |                     |                |                |                  |
| Arthur Baghdassarjan | Waruschan Awetisjan | Suren Sahakjan | Lusine Harojan | Lewon Schirinjan |